# Rasnichneumon gracilis
Rasnichneumon gracilis (лат.) — ископаемый вид наездников-ихневмонид рода Rasnichneumon из подсемейства Novichneumoninae (Ichneumonidae). Бирманский янтарь, Мьянма, меловой период, возраст находки 99 млн лет.

## Описание
Мелкие наездники. Длина тела 2,2 мм; длина переднего крыла 1,5 мм (ширина 0,6 мм), длина заднего крыла 1,2 мм (ширина 0,2 мм). Усики нитевидные 12-члениковые, длина 1,3 мм. Отличается следующими признаками жилкования: переднее крыло с r-rs выходящей после середины длины птеростигмы, равной расстоянию между r-rs и m-cu; 2m-cu наклонная; заднее крыло с 2-Rs в виде короткого обрубка, 2-M отсутствует. Отличается от †Rasnichneumon alexandri тем, что переднее крыло с короткой r-rs, заходящей за середину птеростигмы, 2m-cu наклонена, заднее крыло с 2-Rs в виде короткого обубка и 2-M утрачено. Расстояние между глазками (оцеллями) в 1,5 раза больше диаметра глазка, расстояние между фасеточным глазом и боковым глазком в 2 раза больше диаметра глазка. Усики нитевидные, тонкие, в 0,8 раза больше длины крыла; скапус цилиндрический, педицель крошечный, немного длиннее ширины, в 0,2 раза длиннее скапуса; первый членик жгутика в 2 раза длиннее второго, задние членики жгутика постепенно укорачиваются от основания к вершине, а апикальный членик жгутик в 1,3 раза длиннее субапикального.
Вид был впервые описан в 2021 году гименоптерологом Дмитрием Копыловым (Палеонтологический институт РАН, Москва, Россия) с соавторами из Китая. Сходен с ископаемыми родами и видами из подсемейства †Novichneumoninae, †Rasnichneumon alexandri, †Heteroichneumon rasnitsyni, †Heteropimpla pulverulenta, †Rogichneumon braconidicus.